# おいで通り糀谷商店会
おいで通り糀谷商店会（おいでどおりこうじやしょうてんかい）は、東京都大田区西糀谷にある京浜急行糀谷駅から西糀谷4丁目・1丁目方面へと伸びる商店会である。

## 概要
1952年4月、15店舗により糀谷一丁目商店会として発足。1964年に西糀谷商店会となり1987年は道路のカラー舗装を実施し、同時にハナミズキの植樹と街路灯設置も行った。
2014年4月1日、一般公募により現在の「おいで通り糀谷商店会」となる。12日には記念式典が行われた。

## 主なイベント
- おいで祭り - 毎年10月に開催される[3]。
- おいで大市 - 毎月第1土曜日に実施。
- 阿波踊り

## キャラクター
公募により選ばれたキャラクター。地元の学生がデザインした。
- おいで姫
- こうじ郎

## 交通
京急空港線　糀谷駅改札を出て左方向すぐ。

## 脚註
1. ↑  おいで通り糀谷商店会について
2. ↑  おーたふる大田区商店街ナビ
3. ↑  おいで祭りチラシ